# Narigota
Narigota, la aventura del agua (conocida internacionalmente como Raindrop) es una serie de animación española emitida en 2001, que se trata sobre una gota de agua del mismo nombre, que se aventura con sus amigos, una nube de vapor y un cubo de hielo, a evitar la contaminación ambiental provocada por un malvado germen llamado Germón.

## Argumento
Narigota es una gota de agua que con la ayuda de sus amigos Vaporón y Frigote, intentará evitar que Germón y sus secuaces destruyan el planeta ayudando a que el agua complete su ciclo natural.

## Personajes
- Narigota: es el protagonista de la serie, una gota de agua amistosa y despreocupada. Sus mejores amigos son Vaporón y Frigote, con los que siempre une fuerzas para evitar los peligrosos planes de Germón y la contaminación que provoca. Interpretado por Enrique Hernández.
- Frigote: es el mejor amigo de Narigota, un cubito de hielo simpático y un poco tímido, que siempre viste un anorak. Aunque tiene cierto temor con las altas temperaturas que pudieran derretirlo, puede ser muy valiente en los casos necesarios. Interpretado por Francesc Rocamora.
- Vaporón: una enorme y fornida nube de vapor, amigo de Narigota. Vaporón puede cambiar su forma a voluntad, y suele actuar de vehículo para sus amigos. Interpretado por Vicente Gil.
- Bolinga: una gota de alcohol. Es muy torpe y bobalicón, como si se hallara siempre en estado de embriaguez, lo que concuerda con su naturaleza. Bolinga comúnmente acompaña a Germón al ser fácil de manipular por éste, pero sigue siendo amigo de Narigota. Interpretado por Alberto Vilar.
- Germón: es el villano principal de la serie, un terrible y cruel germen morado que crea diabólicos planes para contaminar y destruir el medio ambiente. Interpretado por Óscar Redondo.

### Secundarios
- Germín: es el hijo único de Germón, tímido aunque obstinado, que se niega a contaminar y seguir los pasos de su familia como germen.
- Germinia: la curiosa y a la vez orgullosa esposa de Germón y madre de Germín.
- Octupos: un germen con apariencia de pulpo que actúa como esbirro de Germón.
- German: un enorme y engreído germen de color rosa, también secuaz de Germón.
- Renato y Honorato: dos ratas que se dedican a roer cables de conexión y ayudan a Germón en sus terribles planes.
- Saladina: es una simpática y vivaracha gota de agua de mar.
- Milky: una gota de leche. A lo largo de la serie se enamora de Vaporón.
- El Espíritu del Río: es el espíritu de las aguas de un río, que se hace amigo de Narigota y los otros.
- Fitoplancton: un fitoplancton que vive en el mar y usa gafas.

## Comentario
Una serie didáctico-infantil muy educativa y simpática, en que los diversos elementos (el agua, el fuego, el viento...) adoptan vida y personalidad propias: las gotas de agua que vigilan los distintos niveles de una depuradora, cada una con su respectivo uniforme; una pequeña chispa débil y desalentada que al contacto con el alcohol se transforma en un monstruo diabólico capaz de convertir el bosque en cenizas, los tipos de viento mostrados como un consejo de magos, y donde la aventura trepidante, el dramatismo y los consejos sobre cómo cuidar el medio ambiente y el ahorro de agua se combinan de forma alentadora y perspicaz.

## Producción
- Producida por: Motion Pictures S.A.
- Guion: Ignacio R. Salazar, Luís Conde Salazar, Eladio Ballester, Raül Contel, Enrique Uviedo
- Director: Enrique Uviedo
- Música original: Enrique Murillo
- Estudio de Doblaje: GALLETLY S.A.- AUDIO PROJECTS (Barcelona).

## Lista de capítulos
1. El nacimiento de Narigota
2. Los magos de la lluvia
3. Bienvenido Sr. Hidrógeno
4. Narigota constructor
5. Frigote, el Sr. de las nieves
6. Cuando el río suena
7. Oceanolandia
8. Germon en apuros
9. Espejismos de narices
10. Alerta en el bosque
11. Hogar dulce hogar
12. Oh cielos, que horror
13. Carasucia
14. Un mundo en peligro
15. Y se hizo la luz
16. Los tesoros del mar
17. Supergota
18. Que agua tan salada
19. A beber a beber
20. Nos bebemos a narigota
21. El bar de aguas tomar
22. Contra mi nación
23. El mundo de Frigote
24. No corras, plantate
25. Que fenómenos somos
26. Hogar, dulce Hogar (2)

## Premios
'Narigota, la aventura del agua' recibió el premio Aqua del Ministerio de Medio Ambiente.
La serie de animación 'Narigota, el agua es aventura' producida por Motion Pictures junto con Televisión Española, ha ganado el primer premio Aqua 2003, uno de los más prestigiosos Premios Nacionales de Medio Ambiente que concede el Ministerio de Medio Ambiente Español. La serie de Motion Pictures, que en España emite TVE 1, también se emite en 50 países.
La serie ya ha ganado varios premios internacionales, como el Premio Especial del Jurado del 17° Festival International du Nature et Environment que concede el Gobierno francés, y ha sido seleccionada para participar en el prestigioso International Festival of New York.